# 马尔科·图谢克
馬爾科·圖谢克（1975年7月17日—），斯洛維尼亞籃球運動員，在場上的位置是大前鋒。他也是斯洛維尼亞國家男子籃球隊的一員。